# Uwe Messerschmidt
Uwe Messerschmidt, född den 22 januari 1962 i Schwäbisch Gmünd, Tyskland, är en västtysk tävlingscyklist som tog OS-silver i poängloppet vid olympiska sommarspelen 1984 i Los Angeles. 